# Tarija, Bolivia
Tarija hoặc San Bernardo de la Frontera de Tarixa là một thành phố ở miền nam Bolivia. Được thành lập năm 1574, Tarija là thủ phủ và thành phố lớn nhất trong Tarija Departmento, với một sân bay (sân bay Capitán Oriel Lea Plaza, TJA) cung cấp dịch vụ thường xuyên để các thành phố chính của Bolivia, cũng như một bến xe buýt khu vực với các kết nối trong nước và quốc tế. Khí hậu của nó tương tự như khí hậu Địa Trung Hải (tương tự như các thành phố Bolivia Cochabamba và Sucre), trái ngược với cái lạnh khắc nghiệt của nhiệt Altiplano (tức là, La Paz) và ẩm ướt của lưu vực sông Amazon (tức là, Santa Cruz de la Sierra). Tarija có dân số 170.900 người (2006 ước tính chính thức), là thành phố lớn thứ 7 quốc gia này.